# El Salt del Sastre
El Salt del Sastre és un cim de 2.591,5 metres d'altitud de la Serra del Cadí, al Prepirineu Català. Està situat a la frontera entre l'Alt Urgell i la Baixa Cerdanya, ubicat als municipis de Josa i Tuixén i Montellà i Martinet.

## Ubicació
De la mateixa manera que el seus cims veïns, segons l'Institut Cartogràfic de Catalunya exerceix de límit administratiu entre ambdues comarques i municipis. Es tracta d'un cim poc conegut, ubicat entre dos cims de major entitat, el Pic de Costa Cabirolera i el Puig de la Canal del Cristall.

## Ascens[2]
Com que no es tracta d'un cim popular, acostuma a culminar-se o bé de pas, en el trànsit del GR-150.1, que creua la Serra del Cadí, o bé de camí a algun altre cim de la zona. L'ascens més assequible és des del Pic de Costa Cabirolera, carenejant direcció Oest. Una altra opció, amb una major exigència tècnica, és després d'ascendir per la Canal del Cristall, des del vessant de la Baixa Cerdanya, aquest cop carenejant direcció Est i superant el Coll de la Canal del Cristall. El cim ofereix una vista espectacular tant del Prepirineu com de la Cerdanya.